# برومسکیرشن
برومسکیرشن (به آلمانی: Bromskirchen) یک شهر در آلمان است که در والدک-فرانکنبرگ واقع شده‌است. برومسکیرشن ۱٬۹۳۷ نفر جمعیت دارد.